# Pouteria peduncularis
Pouteria peduncularis là một loài thực vật thuộc họ Sapotaceae. Đây là loài đặc hữu của Brasil. Tình trạng bảo tồn của nó hiện chưa đủ thông tin.